# مورين أوكونور (صحفية)
مورين أوكونور (بالإنجليزية: Maureen O'Connor)‏ هي صحفية أمريكية، ولدت في 1984.

## وصلات خارجية
- الموقع الرسمي